# Amata uelleburgensis
Amata uelleburgensis är en fjärilsart som beskrevs av Embrik Strand 1912. Amata uelleburgensis ingår i släktet Amata och familjen björnspinnare. Inga underarter finns listade i Catalogue of Life.